# Aporosa bullatissima
Aporosa bullatissima är en emblikaväxtart som beskrevs av Airy Shaw. Aporosa bullatissima ingår i släktet Aporosa och familjen emblikaväxter. Inga underarter finns listade i Catalogue of Life.